# وو بينج
وو بينج (بالصينية: 吴鹏) هو سباح صيني، ولد في 16 مايو 1987 في هانغتشو في الصين.

## وصلات خارجية
- وو بينج على موقع الاتحاد الدولي للسباحة (الإنجليزية)
- وو بينج على موقع SwimRankings.net (الإنجليزية)
- وو بينج على موقع أوليمبيديا (الإنجليزية)